# Maserati Quattroporte (Tipo AM121)
Der Maserati Quattroporte (Tipo AM 121) ist eine große viertürige Sportlimousine des italienischen Automobilherstellers Maserati, die 1971 als Konzeptfahrzeug vorgestellt wurde. Das von Pietro Frua gestaltete Auto war zeitweise als Nachfolger des veralteten Maserati Quattroporte I im Gespräch. Eine Serienproduktion kam allerdings nicht zustande; Frua baute lediglich zwei oder drei Exemplare, die sich in Details voneinander unterscheiden. Sie werden vielfach mit dem spanischen König Juan Carlos I. und mit Karim Aga Khan IV. in Verbindung gebracht. Im 21. Jahrhundert befinden sich zwei Fahrzeuge in den Händen von Sammlern.

## Entstehungsgeschichte

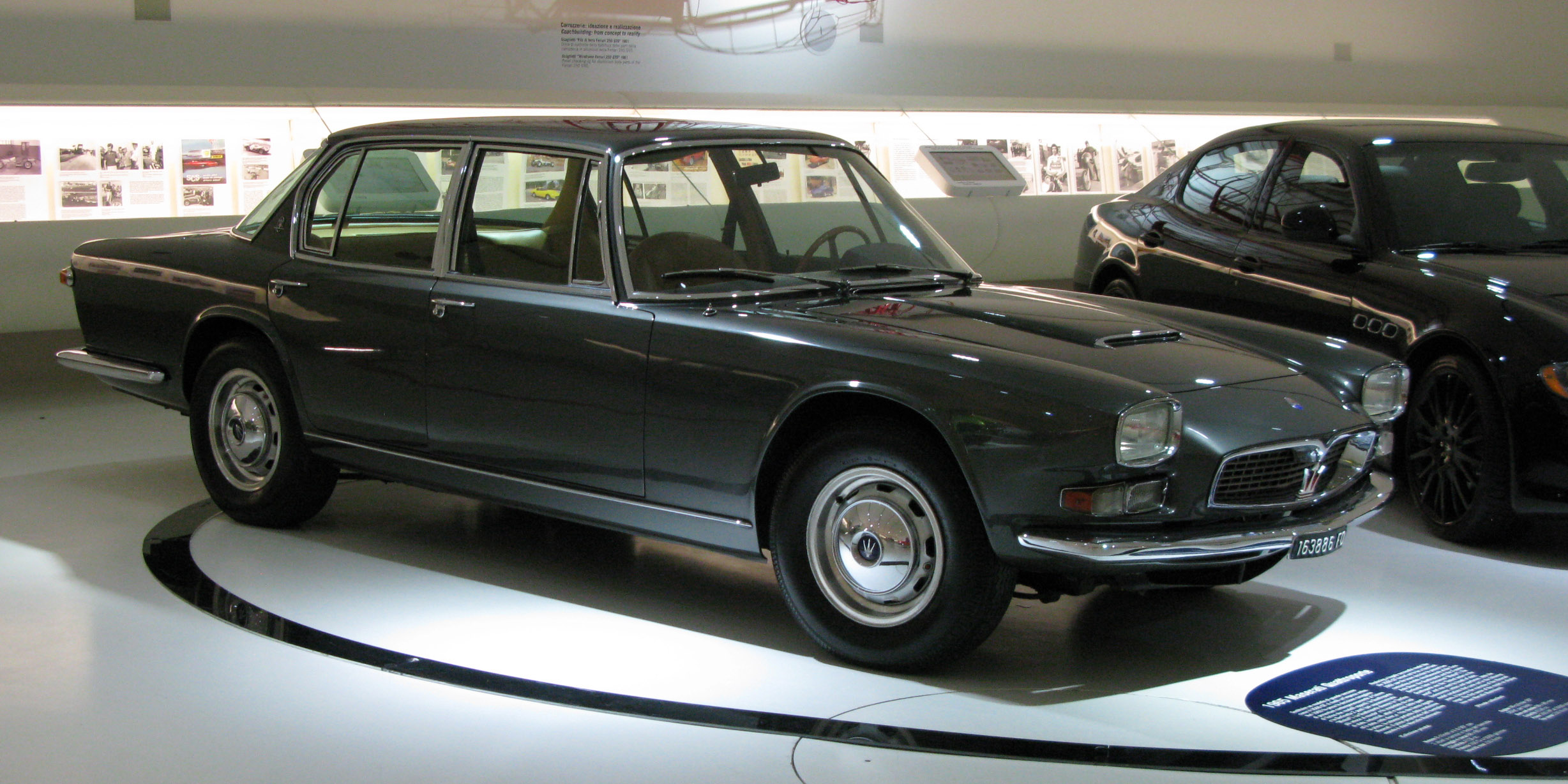
Maserati Quattroporte I

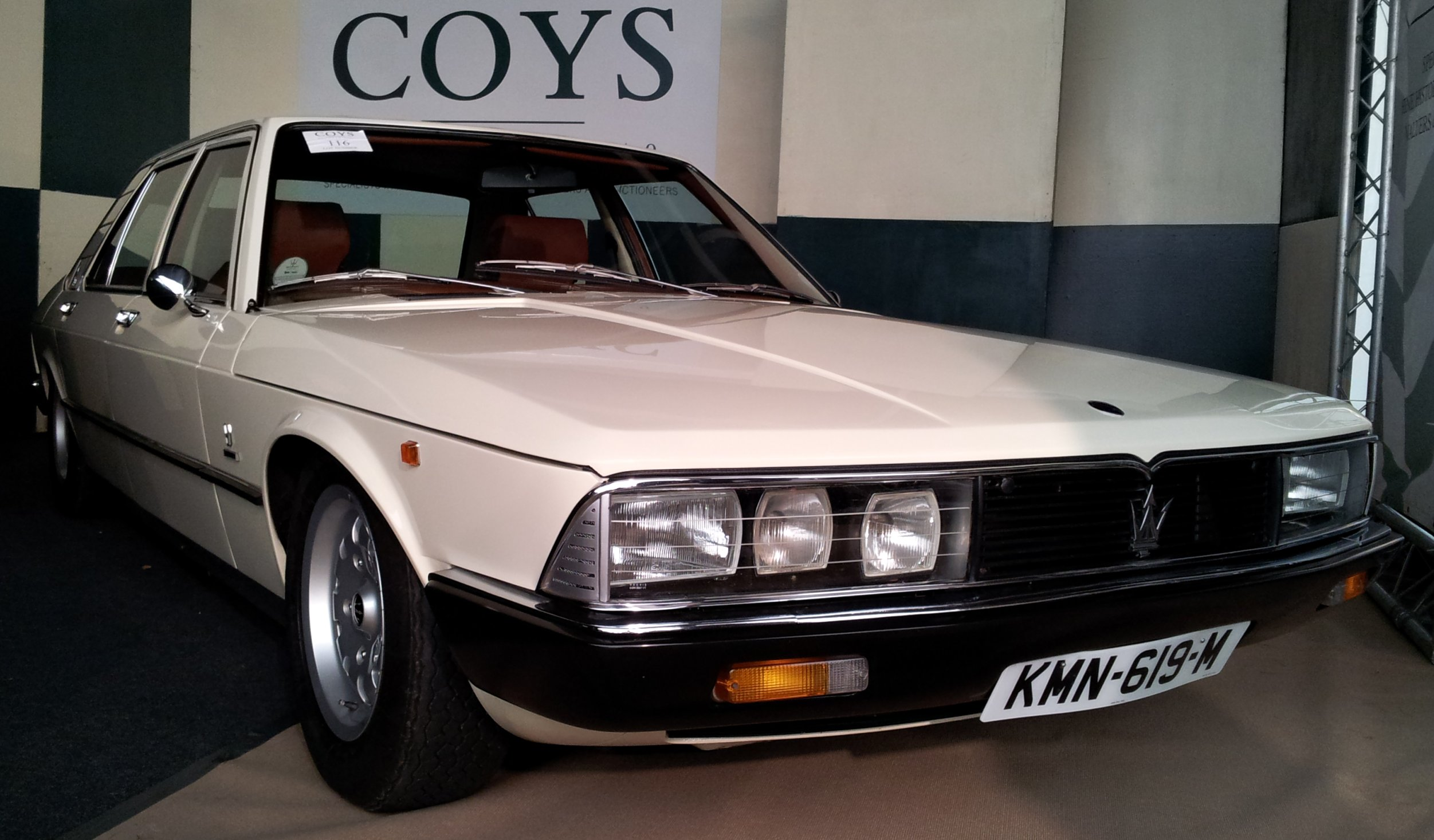
Maserati Quattroporte II mit Citroën-Technik

1963 hatte Maserati die erste Generation des Quattroporte (Tipo AM 107) auf den Markt gebracht, eine viertürige Sportlimousine mit leistungsstarken Achtzylindermotoren. Die Kombination aus Sportlichkeit und Luxus war in dieser Form einzigartig: Der Quattroporte I „definierte eine neue Gattung von Luxuslimousinen“. Er wurde etwa 770 Mal verkauft. Nachdem Maserati 1968 von Citroën übernommen worden war, lief seine Produktion schrittweise aus; das letzte Auto wurde wahrscheinlich 1969 komplettiert. Zu dieser Zeit war seine von Pietro Frua entworfene Karosserie bereits stilistisch veraltet.
Anfang 1971 begann Pietro Frua mit den Arbeiten für eine neue viertürige Maserati-Limousine. Wer Initiator dieses Projekts war, ist unklar. Einige Quellen gehen von einer Eigeninitiative Fruas aus – möglicherweise in der Erwartung, Maserati zur Aufnahme der Serienproduktion bewegen zu können –, andere halten Karim Aga Khan IV. für den Auftraggeber, einen Autoliebhaber, der bereits seit den 1950er-Jahren für einige Sondermodelle und Unikate Maseratis verantwortlich war und später nachweislich auch einen Quattroporte AM 121 übernahm; wieder andere schließlich meinen, dass Frua von Maserati selbst damit beauftragt wurde, ein Konzept für einen Nachfolger des Quattroporte I zu entwickeln.
Frua baute im Laufe des Jahres 1971 einen Prototyp des AM 121, der auf dem Pariser Autosalon im Oktober 1971 erstmals öffentlich ausgestellt wurde. Obwohl er positive Presseberichterstattung erhielt, entschied sich Citroën gegen eine Serienfertigung des Frua-Entwurfs. Die Gründe hierfür sind nicht geklärt. Einige Quellen verweisen auf schlechte Absatzmöglichkeiten für Autos mit großen Motoren und hohem Verbrauch nach dem Beginn der Ersten Ölkrise 1973; andere vermuten das Bestreben Citroëns, den künftigen Maserati Quattroporte als viertüriges Schwestermodell zum zweitürigen Citroën SM zu etablieren und ihn deshalb mit so viel SM-Komponenten wie möglich auszustatten. Tatsächlich war der 1974 in Paris vorgestellte offizielle Nachfolger des Quattroporte I eine Stufenhecklimousine mit einer von Marcello Gandini für Bertone entworfenen Karosserie, unter der die Frontantriebstechnik des Citroën SM und dessen hydropneumatische Federung zum Einsatz kamen. Dieses als Maserati Quattroporte II (Tipo AM 123) bezeichnete und gelegentlich als „großer Citroën“ verballhornte Auto wurde wider Erwarten nicht in Serie produziert. Alejandro de Tomaso, dessen Unternehmensgruppe Maserati 1975 von Citroën übernommen hatte, stellte die Fertigung nach dem Bau von fünf, zwölf oder 13 Autos ein und ließ einen gänzlich neuen Quattroporte entwickeln. Statt dafür auf Fruas AM-121-Entwurf zurückzugreifen, entschied er sich für eine Giugiaro-Karosserie und De-Tomaso-Technik. Daraus wurde letztlich der Quattroporte III, der von 1979 bis 1990 in insgesamt vierstelliger Stückzahl gebaut wurde.
Die meisten Dokumentationen gehen davon aus, dass Frua insgesamt nur zwei Quattroporte AM 121 baute: einen Prototyp von 1971 (AM 121.002) sowie einen Nachbau im Kundenauftrag, der 1973 begonnen und 1974 komplettiert wurde (AM 121.004). Eine Frua-Biografie hingegen hat darüber hinaus ein – inzwischen möglicherweise zerstörtes – drittes Auto ausgemacht.

## Modellbeschreibung
Der Quattroporte AM 121 hat eine selbsttragende Stahlkarosserie mit Pietro-Frua-Design und die weitgehend unveränderte Technik zeitgenössischer Maserati-Sportwagen.

### Design
Der Quattroporte AM 121 ist eine viertürige Stufenhecklimousine mit fünf Sitzplätzen. Das Auto hat eine „gestreckte Linienführung (…) mit horizontaler Strichführung“. Die Gürtellinie verläuft annähernd waagerecht, allerdings fällt sie vorn leicht ab, und über den Hinterrädern gibt es einen angedeuteten Schwung im Stil der Coke-Bottle-Linie. Der Dachaufbau ist trapezförmig gestaltet und hat sehr dünne Fahrzeugsäulen, von denen die A-, B- und C-Säulen nach hinten geneigt sind. Eine Besonderheit sind die zehn individuell zu öffnenden Seitenfenster: jeweils zwei in jeder Vorder- und Hintertür sowie je ein großes dreieckiges Fenster zwischen C- und D-Säule. Wegen der großen Glasflächen wurde der Aufbau auch als „lichter Pavillon“ beschrieben. Über die gesamte Wagenfront streckt sich eine rechteckige Öffnung, in die zurückversetzt vier Rundscheinwerfer und die verchromte Kühlermaske eingelassen sind. Der obere Teil der Scheinwerfer ist mit einer in Wagenfarbe lackierten Klappe abgedeckt, die sich im Ruhezustand in die übrige Verkleidung des Vorderwagens einfügt. Bei eingeschaltetem Licht hebt sich die Klappe und gibt die Scheinwerfer vollständig frei. Eine ähnliche Gestaltung versuchte 1972 beim AC 429, einem Einzelstück auf der Basis des Schweizer Sportwagens Monteverdi High Speed 375 L; Vergleichbares gab es außerdem beim Iso Lele und ab 1970 beim Iso Grifo. Die Heckpartie fällt senkrecht ab. Hinten installierte Frua jeweils – umgekehrt montiert – die Rückleuchten des Alfa Romeo 1750 Berlina (zweite Serie).
Insgesamt wurde dem Auto bei seiner Vorstellung 1971 eine „strenge Eleganz“ und zugleich Sportlichkeit zugesprochen. Ein Schweizer Autor sah 1972 eine Ähnlichkeit zum Monteverdi High Speed 375/4.

### Motorisierung

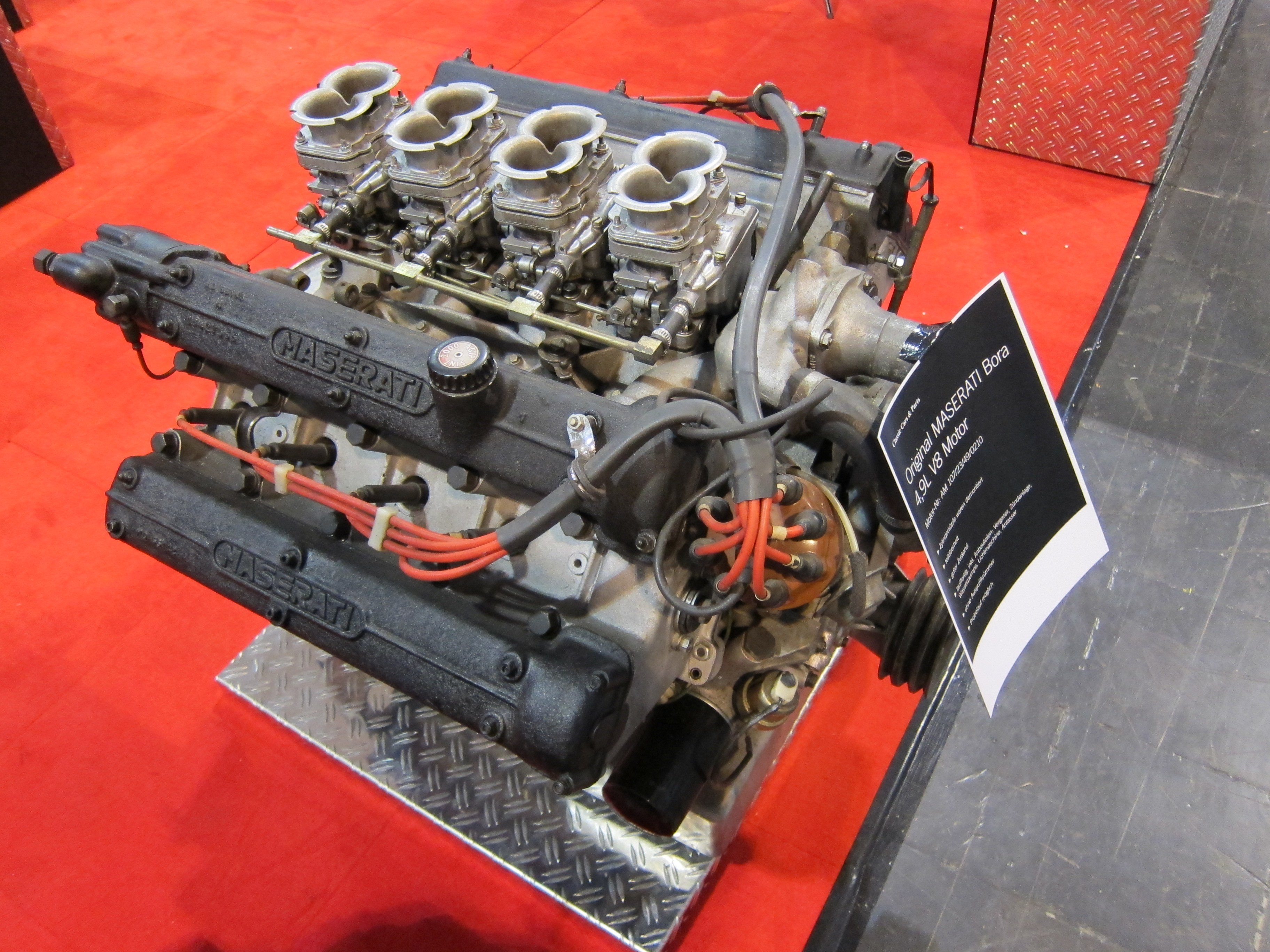
Maseratis 4,9-Liter-Achtzylinder-V-Motor

Der Quattroporte AM 121 wird von einem vorn längs eingebauten Achtzylinder-V-Motor von Maserati angetrieben. Im AM 121.002 von 1971 kommt eine 4,7 Liter (4719 cm³) große Variante des Motors zum Einsatz, die Maserati werksseitig unter anderem in dem zweitürigen Sportwagen Indy anbot. Die Leistung wurde mit 290 PS (213 kW) angegeben. Der AM 121.004 von 1974 verwendet dagegen eine 4,9 Liter (4930 cm³) große Version mit einer Leistung von 320 PS (325 kW). In beiden Fällen wird die Kraft über ein handgeschaltetes Fünfganggetriebe von ZF auf die Hinterräder übertragen.

### Bodengruppe und Fahrwerk
Der Quattroporte AM 121 basiert auf der um etwa 22 cm verlängerten Bodengruppe des zweitürigen Coupés Maserati Indy. Von ihm wurde auch die Fahrwerkstechnik übernommen. Die vorderen Räder sind an Doppelquerlenkern mit Schraubenfedern, Teleskopstoßdämpfern und Querstabilisator einzeln aufgehängt, hinten ist es eine Starrachse mit halbelliptischen Blattfedern, Teleskopstoßdämpfern und einem Querstabilisator. Der Quattroporte AM 121 hat – ebenso wie der Maserati Indy – das hydraulische Bremssystem von Citroën.

### Abmessungen
Der Quattroporte AM 121 ist etwa 5000 mm lang und 1720 mm breit. Die Angaben zum Radstand sind nicht einheitlich. In den 1974 ausgestellten spanischen Zulassungspapieren für den 1971 gebauten Prototyp AM 121.002 ist der Radstand mit 2750 mm angegeben. Bezüglich des 1974 fertiggestellten weitestgehend baugleichen Fahrzeugs AM 121.004 enthält der Zulassungsantrag bei den französischen Behörden die Angabe 2600 mm, was den serienmäßigen Abmessungen des Maserati Indy entspricht. Messungen aus dem Jahr 2003 ergaben beim Prototyp von 1971 einen Radstand von 2850 mm.

## Die einzelnen Fahrzeuge

### AM 121.002
Das erste Exemplar mit der Fahrgestellnummer 121.002 wurde im Oktober 1971 fertiggestellt und in diesem Monat auf dem Pariser Autosalon in dunkelblauer Lackierung auf Fruas Messestand ausgestellt. Der AM 121.002 hatte die gebrauchte Bodengruppe eines älteren Maserati Indy sowie einen gebrauchten Motor.
Ab 1972 bemühte sich der Aga Khan um den Erwerb des Autos. Maserati lehnte aber einen Verkauf wegen der aus zweiter Hand stammenden technischen Komponenten ab. Stattdessen baute Frua für den Aga Khan ein neues Auto auf, das 1974 als AM 121.004 komplettiert wurde.
Der 121.002 wurde im Sommer 1974 an einen spanischen Kunden verkauft, der ihn in Barcelona zuließ. Vielfach wird vermutet, dass es sich dabei um den späteren spanischen König Juan Carlos I. gehandelt habe; das lässt sich aber nicht belegen. Bis 1986 wurde der Wagen wiederholt in Barcelona zum Verkauf angeboten. Erst seit 1987 ist seine Halterhistorie dokumentiert. Bis 2016 ging der Wagen durch die Hände mehrerer spanischer und US-amerikanischer Sammler, die ihn in Details modifizierten. Ein paar Jahre lang gehörte AM 121.002 einem kalifornischen Enthusiasten, der zur gleichen Zeit auch das Schwestermodell AM 121.004 besaß und der beide Autos mehrfach nebeneinander präsentierte. 2016 wurde der Wagen für 88.000 US-$ in den USA versteigert; seitdem ist sein Standort unbekannt.

### AM 121.004

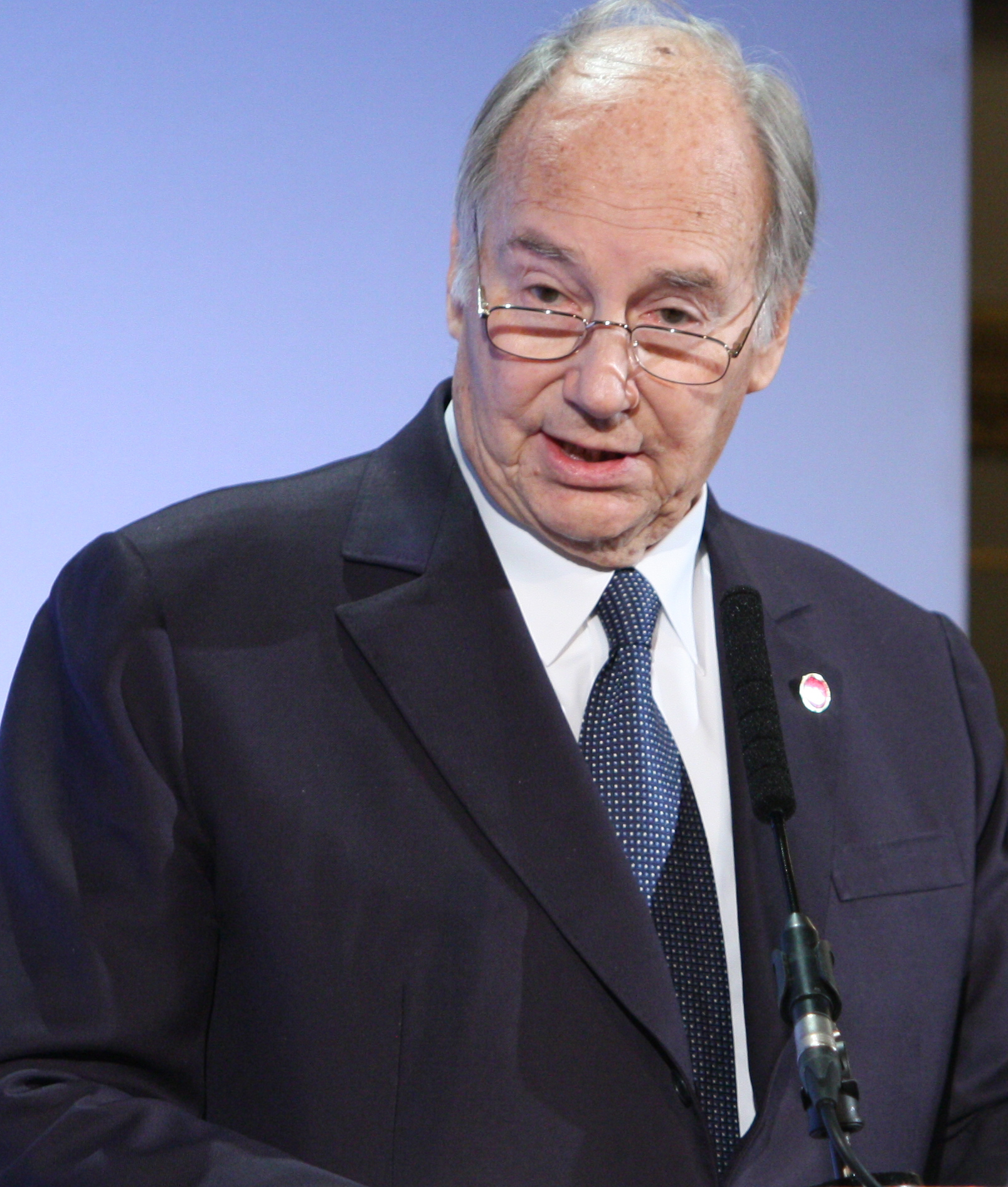
Auftraggeber des AM 121.004: Karim Aga Khan

Der Quattroporte mit der Fahrgestellnummer AM 121.004 ist das Aga-Khan-Auto. Seine Historie ist bis 2018 lückenlos belegt.
Die Bodengruppe wurde von Juni bis November 1973 bei Maserati aufgebaut, die Karosserie entstand bei Frua in der ersten Jahreshälfte 1974. Der Preis des Autos betrug bei Auslieferung 30 Mio. Italienische Lire (= 120.540 DM bzw. 135.850 CHF), von denen 12 Mio. auf das Maserati-Chassis und 18 Mio. auf die Frua-Karosserie entfielen. Damit war er doppelt so teuer wie ein Iso Fidia (68.000 CHF) und annähernd gleich teuer wie ein Mercedes-Benz 600.
Der dunkelblaue AM 121.004 erhielt im November 1974 eine französische Zulassung für den Aga Khan. Das Auto war zunächst in Paris stationiert. Ende der 1970er-Jahre verkaufte oder verschenkte der Aga Khan das Auto zunächst an Yves St. Martin, einen Jockey seines Reitstalls, bevor nacheinander mehrere Sammler, aber auch ein Museum in Genf, das Auto übernahmen. Der bislang letzte dokumentierte Verkauf fand im September 2018 statt; der inzwischen zehnte Besitzer ist nicht öffentlich bekannt.

### Ein dritter AM 121?
Einer Pietro-Frua-Dokumentation zufolge stand auf Fruas Messestand auf dem Salón Internacional del Automóvil de Barcelona im April 1973 nicht nur der damals bereits eineinhalb Jahre alte AM 121.002, sondern neben ihm noch ein weiterer AM 121. Da der AM 121.004 „Aga Khan“ zu dieser Zeit noch nicht existierte, wird die Auffassung vertreten, dass das in Barcelona gezeigte silberfarben oder hellblau lackierte Auto ein dritter Quattroporte AM 121 war. Dieses Auto soll 1985 in Spanien zum Verkauf gestanden haben und später bei einem Unfall ausgebrannt sein.
Diese Darstellung, die durch Aussagen eines spanischen Verkäufers gestützt wird, ist allerdings nicht zweifelsfrei. Zwar erhielt Frua in den 1970er-Jahren eine Reihe weiterer Aufträge für den Bau von Autos mit der AM-121-Karosserie; in den Werksunterlagen sind allerdings nur die Wagen 121.002 und 121.004 zweifelsfrei dokumentiert. Ein undeutliches Foto des Messestands vom April 1973 zeigt die Heckpartie einer hellen Limousine, die an den Quattroporte AM 121 erinnert, aber auch ein Monteverdi High Speed 375/4 sein könnte.